# Estadio Moses Mabhida
El Estadio Moses Mabhida es un estadio multiusos localizado en la ciudad de Durban, Sudáfrica, construido con motivo de la disputa de la Copa Mundial de Fútbol de 2010. Lleva el nombre de Moses Mabhida, un exsecretario general del Partido Comunista Sudafricano.
El estadio tiene una capacidad de unas 56 000 personas. Está ubicado en el nuevo Recinto Deportivo Kings Park, como parte de los planes de la ciudad para la Copa del Mundo de la FIFA. Se sitúa junto al antiguo Estadio Kings Park, que dará paso al nuevo complejo que incluye un Indoor Arena, un museo del deporte, nuevos párkings y una estación de transporte.
El nombre previsto en un principio para esta instalación era Estadio King Senzangakhona, y aún es conocido con este nombre en algunos ámbitos.
El AmaZulu de la Premier Soccer League juega sus partidos de local en el estadio.

## Características

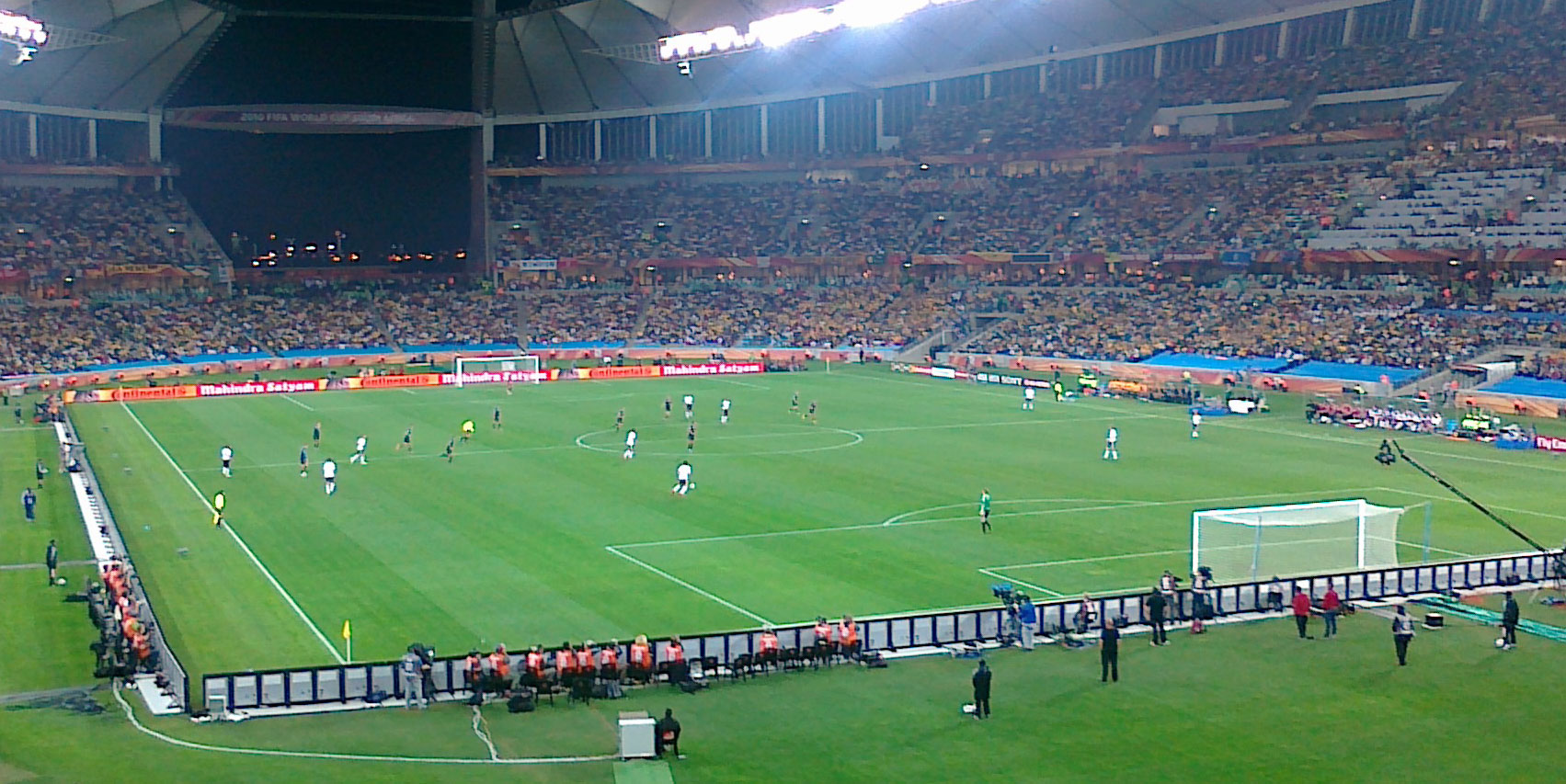
Partido entre las selecciones de Alemania y Australia en la Copa Mundial de la FIFA 2010, 13 de junio de 2010,

El diseño del estadio fue llevado a cabo por el estudio alemán GMP Architekten, que ya ha llevado a cabo obras similares en distintas partes del mundo.
La característica principal del estadio es el arco que se proyecta 105 m sobre el suelo, pudiendo acceder a lo alto del mismo los espectadores por teleférico desde un lateral, o a través de cientos de escalones desde el otro. Situado junto al océano Índico, el Moses Mabhida Stadium dispone de un techo cubierto que le convierte en el más vistoso de los nuevos estadios de Sudáfrica.

## Construcción
Su construcción se retrasó 32 meses sobre los plazos previstos, siendo finalizado en octubre de 2009, e inaugurado el 29 de noviembre del mismo año. El costo de la construcción fue de más de 178 millones de $, el segundo más caro de los construidos para el mundial.

## Utilización
Durante la disputa del Campeonato del Mundo de fútbol de 2010, el estadio fue sede de cinco encuentros de la fase de grupos, uno de octavos de final y una semifinal.
Después fue destinado a partidos de fútbol de la liga de Sudáfrica y de la Selección nacional, así como encuentros de rugby y atletismo.
El 20 de marzo de 2016, Nicki Minaj se convirtió en una de las pocas artistas internacionales y la única rapera que se ha presentado en el estadio como parte de The Pinkprint Tour con un increíble éxito.

## Copa Mundial de Fútbol de 2010
Los encuentros del Campeonato del Mundo disputados en el estadio fueron los siguientes:
| Fecha       | Fase                             | Equipo       |                             | Resultado |                          | Equipo        | Espectadores                                                        |
| ----------- | -------------------------------- | ------------ | --------------------------- | --------- | ------------------------ | ------------- | ------------------------------------------------------------------- |
| 13 de junio | 1ª jornada grupo D               | Alemania     | Bandera de Alemania         | 4 - 0     | Bandera de Australia     | Australia     | 62 660 Reporte Archivado el 18 de junio de 2010 en Wayback Machine. |
| 16 de junio | 1ª jornada grupo H               | España       | Bandera de España           | 0 - 1     | Bandera de Suiza         | Suiza         | 62 453 Reporte Archivado el 19 de junio de 2010 en Wayback Machine. |
| 19 de junio | 2ª jornada grupo E               | Países Bajos | Bandera de los Países Bajos | 1 - 0     | Bandera de Japón         | Japón         | 62 010 Reporte Archivado el 22 de junio de 2010 en Wayback Machine. |
| 22 de junio | 3ª jornada grupo B               | Nigeria      | Bandera de Nigeria          | 2 - 2     | Bandera de Corea del Sur | Corea del Sur | 61 874 Reporte Archivado el 26 de junio de 2010 en Wayback Machine. |
| 25 de junio | 3ª jornada grupo G               | Portugal     | Bandera de Portugal         | 0 - 0     | Bandera de Brasil        | Brasil        | 62 712 Reporte Archivado el 28 de junio de 2010 en Wayback Machine. |
| 28 de junio | 5ª eliminatoria octavos de final | Países Bajos | Bandera de los Países Bajos | 2 - 1     | Bandera de Eslovaquia    | Eslovaquia    | 61 962 Reporte Archivado el 2 de julio de 2010 en Wayback Machine.  |
| 7 de julio  | 2ª semifinal                     | Alemania     | Bandera de Alemania         | 0 - 1     | Bandera de España        | España        | 60 960 Reporte Archivado el 10 de julio de 2010 en Wayback Machine. |

## Copa Africana de Naciones de 2013
Los encuentros de la Copa Africana de Naciones de 2013 disputados en el estadio fueron los siguientes:
| Fecha        | Fase             | Equipo    |                                            | Resultado      |                       | Equipo     | Espectadores |
| ------------ | ---------------- | --------- | ------------------------------------------ | -------------- | --------------------- | ---------- | ------------ |
| 23 de enero  | Primera fase     | Sudáfrica | Bandera de Sudáfrica                       | 2 - 0          | Bandera de Angola     | Angola     | 62 660       |
| 23 de enero  | Primera fase     | Marruecos | Bandera de Marruecos                       | 1 - 1          | Bandera de Cabo Verde | Cabo Verde | 62 453       |
| 27 de enero  | Primera fase     | Marruecos | Bandera de Marruecos                       | 2 - 2          | Bandera de Sudáfrica  | Sudáfrica  | 62 010       |
| 28 de enero  | Primera fase     | RD Congo  | Bandera de República Democrática del Congo | 1 - 1          | Bandera de Mali       | Malí       | 61 874       |
| 2 de febrero | Cuartos de final | Sudáfrica | Bandera de Sudáfrica                       | 1 - 1(1:3 pen) | Bandera de Mali       | Malí       | 61 962       |
| 6 de febrero | Semifinal        | Malí      | Bandera de Mali                            | 1 - 4          | Bandera de Nigeria    | Nigeria    | 60 960       |